# Араос, Дуберто
Дубе́рто Ара́ос (исп. Duberto Aráoz, 21 декабря 1920 — дата смерти неизвестна, Боливия) — боливийский футболист, полузащитник, участник чемпионата мира 1950 года.

## Карьера

### Клубная
Дуберто Араос играл за клуб «Литораль» из столицы Боливии.

### В сборной
В составе сборной принимал участие в чемпионате Южной Америки 1947 (провёл 6 матчей, во встрече со сборной Чили отметился автоголом) и чемпионате мира 1950 года, однако на мировом первенстве на поле не выходил. Последний матч в футболке сборной провёл 12 марта 1950 года против сборной Чили.
| Матчи и голы Дуберто Араоса за сборную Боливии | Матчи и голы Дуберто Араоса за сборную Боливии | Матчи и голы Дуберто Араоса за сборную Боливии | Матчи и голы Дуберто Араоса за сборную Боливии | Матчи и голы Дуберто Араоса за сборную Боливии | Матчи и голы Дуберто Араоса за сборную Боливии | Матчи и голы Дуберто Араоса за сборную Боливии |
| ---------------------------------------------- | ---------------------------------------------- | ---------------------------------------------- | ---------------------------------------------- | ---------------------------------------------- | ---------------------------------------------- | ---------------------------------------------- |
| №                                              | Дата                                           | Место проведения                               | Соперник                                       | Счёт                                           | Голы                                           | Турнир                                         |
| 1                                              | 4 декабря 1947                                 | Гуаякиль, Эквадор                              | Аргентина                                      | 0:7                                            | -                                              | Чемпионат Южной Америки по футболу 1947        |
| 2                                              | 9 декабря 1947                                 | Гуаякиль, Эквадор                              | Уругвай                                        | 0:3                                            | -                                              | Чемпионат Южной Америки по футболу 1947        |
| 3                                              | 13 декабря 1947                                | Гуаякиль, Эквадор                              | Колумбия                                       | 0:0                                            | -                                              | Чемпионат Южной Америки по футболу 1947        |
| 4                                              | 18 декабря 1947                                | Гуаякиль, Эквадор                              | Парагвай                                       | 1:3                                            | -                                              | Чемпионат Южной Америки по футболу 1947        |
| 5                                              | 27 декабря 1947                                | Гуаякиль, Эквадор                              | Перу                                           | 0:2                                            | -                                              | Чемпионат Южной Америки по футболу 1947        |
| 6                                              | 31 декабря 1947                                | Гуаякиль, Эквадор                              | Чили                                           | 3:4                                            | -                                              | Чемпионат Южной Америки по футболу 1947        |
| 7                                              | 5 января 1948                                  | Лима, Перу                                     | Венесуэла                                      | 2:2                                            | -                                              | Боливарские игры 1948                          |
| 8                                              | 8 января 1948                                  | Лима, Перу                                     | Перу                                           | 0:1                                            | -                                              | Боливарские игры 1948                          |
| 9                                              | 26 февраля 1950                                | Ла-Пас, Боливия                                | Чили                                           | 2:0                                            | -                                              | Товарищеский матч                              |
| 10                                             | 12 марта 1950                                  | Сантьяго, Чили                                 | Чили                                           | 0:5                                            | -                                              | Товарищеский матч                              |

Итого: 10 матчей / 0 голов; 1 победа, 2 ничьих, 7 поражений.